# Jean-François Richet
Pour les articles homonymes, voir Richet.
Jean-François Richet, né le 2 juillet 1966 à Paris, est un réalisateur, producteur de cinéma, scénariste, dialoguiste et monteur français.

## Biographie

### Jeunesse et révélation
Jean-François Richet grandit dans une HLM de Meaux, en banlieue parisienne. Il commence par travailler plusieurs années en usine, épisode de sa vie qui, associé à son origine sociale, constitueront les bases d'inspiration de ses films. Il s'initie au cinéma en regardant les films de cinéastes russes tels que Dziga Vertov et, surtout Sergueï Eisenstein,[réf. nécessaire].
Il a étudié à l'IDEHC, une grande école de cinéma.
État des lieux, son premier film, est sélectionné dans plusieurs festivals (Avoriaz, New York), nommé pour le César du meilleur premier film et reçoit le prix Cyril Collard en 1996[réf. nécessaire].
En 1997, il réalise Ma 6-T va crack-er qui est une représentation du malaise des banlieues sur fond de guerre des gangs[réf. nécessaire].
Après avoir réalisé trois films en France, il tente l'aventure américaine. John Carpenter lui donne les droits de son film Assaut (Assault on Precinct 13) sorti en 1976 aux États-Unis. Richet en réalise un remake en 2005, Assaut sur le central 13[réf. nécessaire].

### Consécration et retour
Jean-François Richet s'attaque ensuite à un film biographique sur Jacques Mesrine, déclaré « ennemi public nº 1 » en France dans les années 1970. Vincent Cassel joue le rôle principal dans ce diptyque sorti en 2008 : L'Instinct de mort et L'Ennemi public n° 1. Il remporte le César du meilleur réalisateur en 2009[réf. nécessaire].
Il n'enchaîne cependant avec aucun autre projet. En mars 2011, Rémi Gaillard annonce sur Europe 1 que Jean-François Richet sera le producteur de son premier long-métrage. Le projet sera mentionné de nouveau en 2014, Richet étant à l'origine de l'idée originale mais ne se concrétisera pas.
Après une longue absence des plateaux, le réalisateur change de genre : il tourne la comédie dramatique Un moment d'égarement, un remake du film homonyme de Claude Berri sorti en 1977. Dans ce film, qui sort en 2015, il retrouve Vincent Cassel. Il enchaine avec la coproduction franco-américaine Blood Father, qui marque le grand retour de la star hollywoodienne Mel Gibson. Le film est présenté en séance de minuit au festival de Cannes 2016[réf. nécessaire].
Il retrouve ensuite Vincent Cassel pour L'Empereur de Paris, dans lequel l'acteur incarne Eugène-François Vidocq. Il tourne ensuite Mayday, film d'action américano-britannique avec Gerard Butler sorti en 2023.
Fin 2023, il est annoncé à la réalisation de la suite de Cliffhanger : Traque au sommet où il dirige Sylvester Stallone. Le projet sera finalement remplacé par un reboot avec un autre réalisateur. Il tourne finalement Mutiny avec Jason Statham et Annabelle Wallis dont le tournage débute en septembre 2024. La sortie est fixée à début 2026.

## Filmographie
- 1995 : État des lieux
- 1997 : Ma 6-T va crack-er
- 2001 : De l'amour
- 2005 : Assaut sur le central 13 (Assault on Precinct 13)
- 2008 : L'Instinct de mort
- 2008 : L'Ennemi public n° 1
- 2015 : Un moment d'égarement
- 2016 : Blood Father
- 2018 : L'Empereur de Paris
- 2023 : Mayday (Plane)

Prochainement
- 2026 : Mutiny

## Distinctions
- Prix Cyril Collard en 1996 pour État des lieux
- Globe de cristal 2009 : Meilleur film pour L'Ennemi public n° 1
- César du cinéma 2009 : Meilleur réalisateur pour le diptyque L'Instinct de mort / L'Ennemi public n° 1